# 日輪寺町
日輪寺町（にちりんじまち）は、群馬県前橋市の地名。郵便番号は371-0042。2013年現在の面積は0.37km2。

## 地理
西部は利根川の氾濫原、東部は白川扇状地の扇端部に位置している。
桃ノ木川が町の西端を北西から南に流れていて、大堰川が町の中央を北から南に流れている。

### 隣接地区
北は川端町と富士見町原之郷に、西は桃ノ木川を挟んで荒牧町に、南は南橘町と荒牧町に、東は青柳町に接する。

### 河川
- 桃ノ木川
- 大堰川

## 歴史
江戸時代頃からある地名であり、前橋藩領だった。

### 年表
- 1889年4月1日 町村制施行により日輪寺村は上小出村、下小出村、北代田村、下細井村、上細井村、龍蔵寺村、青柳村、川端村、荒牧村、川原島新田村、関根村、田口村と合併し南勢多郡南橘村が成立する。
- 1896年4月1日 郡統合（南勢多郡と東群馬郡の統合）により南橘村は勢多郡に所属する。
- 1954年9月1日 勢多郡南橘村は前橋市に編入合併する。そのため前橋市日輪寺町となる。
- 2017年3月19日 国道17号（上武道路）の群馬県道4号前橋赤城線 - 国道17号 間の開通に伴い、当町に初めて国道が通る事となる。

### 地名の由来
町名の由来は、町内にある古刹、日輪寺からきている。

## 世帯数と人口
2017年（平成29年）8月31日現在の世帯数と人口は以下の通りである。
| 町丁     | 世帯数  | 人口  |
| -------- | ------- | ----- |
| 日輪寺町 | 198世帯 | 504人 |

## 小・中学校の学区
市立小・中学校に通う場合、学区は以下の通りとなる。
| 番地 | 小学校             | 中学校             |
| ---- | ------------------ | ------------------ |
| 全域 | 前橋市立桃川小学校 | 前橋市立南橘中学校 |

## 交通

### 鉄道
町内には鉄道駅がない。

### バス
町内にはバス路線が存在しない。
隣接する荒牧町の国道17号には、前橋駅と渋川駅の間を走るバス路線が存在する。

### 道路
国道は国道17号上武道路が通っている。県道は通っていない。

## 施設
- 前橋市役所南橘支所
- 南橘公民館図書室
- 日輪寺